# Saint-Hilaire-de-Voust
Saint-Hilaire-de-Voust és un municipi francès situat al departament de Vendée i a la regió de País del Loira. L'any 2007 tenia 635 habitants.

## Demografia

### Població
El 2007 la població de fet de Saint-Hilaire-de-Voust era de 635 persones. Hi havia 276 famílies de les quals 72 eren unipersonals (40 homes vivint sols i 32 dones vivint soles), 124 parelles sense fills, 72 parelles amb fills i 8 famílies monoparentals amb fills.
La població ha evolucionat segons el següent gràfic:
Habitants censats

### Habitatges
El 2007 hi havia 349 habitatges, 278 eren l'habitatge principal de la família, 50 eren segones residències i 21 estaven desocupats. 336 eren cases i 11 eren apartaments. Dels 278 habitatges principals, 217 estaven ocupats pels seus propietaris, 60 estaven llogats i ocupats pels llogaters i 1 estava cedit a títol gratuït; 11 tenien dues cambres, 29 en tenien tres, 65 en tenien quatre i 173 en tenien cinc o més. 230 habitatges disposaven pel capbaix d'una plaça de pàrquing. A 158 habitatges hi havia un automòbil i a 100 n'hi havia dos o més.

### Piràmide de població
La piràmide de població per edats i sexe el 2009 era:
| Homes | Edats   | Dones |
| ----- | ------- | ----- |
| 0     | 95 o +  | 0     |
| 0     | 90 a 94 | 0     |
| 0     | 85 a 89 | 0     |
| 4     | 80 a 84 | 12    |
| 12    | 75 a 79 | 28    |
| 20    | 70 a 74 | 20    |
| 20    | 65 a 69 | 16    |
| 28    | 60 a 64 | 32    |
| 4     | 55 a 59 | 24    |
| 8     | 50 a 54 | 8     |
| 20    | 45 a 49 | 20    |
| 36    | 40 a 44 | 16    |
| 20    | 35 a 39 | 28    |
| 28    | 30 a 34 | 16    |
| 24    | 25 a 29 | 28    |
| 20    | 20 a 24 | 8     |
| 20    | 15 a 19 | 20    |
| 24    | 10 a 14 | 32    |
| 16    | 5 a 9   | 24    |
| 16    | 0 a 4   | 16    |

## Economia
El 2007 la població en edat de treballar era de 379 persones, 292 eren actives i 87 eren inactives. De les 292 persones actives 271 estaven ocupades (155 homes i 116 dones) i 21 estaven aturades (6 homes i 15 dones). De les 87 persones inactives 42 estaven jubilades, 21 estaven estudiant i 24 estaven classificades com a «altres inactius».

### Ingressos
El 2009 a Saint-Hilaire-de-Voust hi havia 268 unitats fiscals que integraven 626 persones, la mediana anual d'ingressos fiscals per persona era de 15.151 €.

### Activitats econòmiques
Dels 20 establiments que hi havia el 2007, 1 era d'una empresa alimentària, 2 d'empreses de fabricació d'altres productes industrials, 5 d'empreses de construcció, 4 d'empreses de comerç i reparació d'automòbils, 1 d'una empresa d'hostatgeria i restauració, 1 d'una empresa immobiliària, 4 d'empreses de serveis i 2 d'empreses classificades com a «altres activitats de serveis».
Dels 9 establiments de servei als particulars que hi havia el 2009, 1 era un taller de reparació d'automòbils i de material agrícola, 2 paletes, 2 guixaires pintors, 1 lampisteria, 2 perruqueries i 1 restaurant.
Dels 3 establiments comercials que hi havia el 2009, 1 era una gran superfície de material de bricolatge, 1 una botiga de menys de 120 m² i 1 una fleca.
L'any 2000 a Saint-Hilaire-de-Voust hi havia 37 explotacions agrícoles que ocupaven un total de 1.740 hectàrees.

## Equipaments sanitaris i escolars
El 2009 hi havia una escola elemental.

## Poblacions més properes
El següent diagrama mostra les poblacions més properes.